# Park van Bohan-Membre
Het Park van Bohan-Membre is een ca 160 hectare groot natuurpark/natuurreservaat gelegen in de Belgische gemeente Vresse-sur-Semois, tussen de dorpen Bohan en Membre, vlak bij de Franse grens.
Het bestaat uit loofbos, naaldbos, heide, bijzondere rotsformaties en een deel van de rivier de Semois.

## Natuur en cultuur
Plantkundig is het gebied interessant vanwege het voorkomen van onder meer gekroesd fonteinkruid, waterranonkel, hondsroos, waterkers, grote waterweegbree, groot hoefblad, salomonszegel, robertskruid, gele narcis, eenbes en veel daslook. Daarnaast zijn er veel zeggesoorten en loofboomsoorten.
Dieren in het park zijn onder meer de marter, das, ijsvogel, zwarte ooievaar, waterspreeuw, zwarte specht, grote gele kwikstaart, fluiter, gewone pad, bruine kikker, vuursalamander, ringslang, levendbarende hagedis, rivierdonderpad en het groot geaderd witje te vinden.
In het gebied bevindt zich ook een ruïne, Le Châtelet.

## Status
Het park is in 1949 gesticht door de vereniging Ardenne et Gaume. Het werd toen enige tijd aangeduid als nationaal park, maar heeft deze status formeel nooit gekregen. Het heeft nu de status van Site de Grand Intérêt Biologique (SGIB).